# Centro de Estudios Nacionales
El Centro de Estudios Nacionales (CEN por sus siglas) fue una organización de investigación y debate político argentino. Fundado formalmente en 1964 por el expresidente argentino Arturo Frondizi como una continuación a la labor del Centro de Investigaciones Nacionales, lo cierto es que comenzó a funcionar informalmente en 1956. Tras el triunfo de la UCRI en 1958 el lugar funcionó como “Archivo Privado del Dr. Arturo Frondizi”, recibiendo documentación proveniente de la Presidencia de la Nación. El CEN constituyó un importante espacio de difusión y debate político-cultural del desarrollismo, y ayudó a ampliar su acervo documental. En 1995 el CEN donó su patrimonio a la Biblioteca Nacional y en 1998 dispuso su disolución.

## Historia
En 1956 se habían dado las bases para el nacimiento del Centro de Estudios Nacionales, que comenzó a funcionar en Luis María Campos 665, como lugar de elaboración programática y de instrumentación táctica de la campaña de la UCRI.
Tras la prisión de Arturo Frondizi en la Isla Martín García y su confinamiento en Bariloche el 27 de agosto de 1963 el Centro de Estudios Nacionales se organizó como Fundación por iniciativa del expresidente, su esposa Elena Faggionato y su hija Elena Frondizi. Este nuevo estado le aseguro su independencia de toda institución, tanto política como de cualquier otro tipo, puesto que como persona de derecho podía tener su propio patrimonio.
La biblioteca llegó a tener más de 2000 carpetas con documentos y 80.000 volúmenes, producto de los libros pertenecientes a Silvio Frondizi de legados efectuados por Mariano Wainfeld, César Tiempo, José María Rivera, Elena Frondizi de Seghetti, así como donaciones de embajadas y centros de investigación. En su hemeroteca se encontraban colecciones de País Libre, la revista Qué!, Cursos y Conferencias (publicación del Colegio Libre de Estudios Superiores), Estrategias, los diarios de sesiones de las Cámaras de Senadores y Diputados, y los informantes de FIDE, CEPAL y CONADE.
El CEN contaba con la biblioteca perteneciente a Frondizi que contaba con 20.000 volúmenes y con el archivo sobre su actuación política y su gestión presidencial. El 3 de abril de 1964 se reiniciaron sus actividades en el local de Teniente General Perón al 2373, oportunidad en la que Frondizi señaló:

Cuando asumí la responsabilidad de la Presidencia de la República, continué enviando aquí toda mi biblioteca y todo mi archivo, que quedó durante esos años a cargo de una persona que iba clasificando el material. Cuando regrese en el trabajo, que debía darla una base de carácter legal y que debía actuar como un Centro de Estudios al margen de la actividad partidista. Esto ha permitido y permite que personas que no coincidían con los esquemas políticos partidistas en los que yo estoy actuando, participen en las discusiones y actividades del Centro.

En 1993 la Federación de Veteranos de la de la Guerra de Malvinas y la Municipalidad de la Ciudad de Buenos Aires firmaron un convenio creando un centro educativo de nivel secundario para veteranos de la guerra de Malvinas y su grupo familiar. Su director, Enrique Daniel Rodríguez Masdeu, al carecer de la estructura necesaria para la iniciación del curso lectivo, solicitó a Frondizi el ámbito del CEN. El expresidente encomendó a los encargados del CEN que dispusieran de todos los medios necesario para hacer efectiva la solicitud. Salas, la mapoteca, la biblioteca, fueron algunos de los aportes que la institución brindo, cuyos cursos se inauguraron el 8 de marzo de 1993.